# Stade Pedro-Bidegain
Le stade Pedro-Bidegain, familièrement appelé El Nuevo Gasómetro, est un stade de football inauguré en 1993 et situé à Buenos Aires en Argentine. 
Il accueille les matchs à domicile du club de San Lorenzo, évoluant en première division.

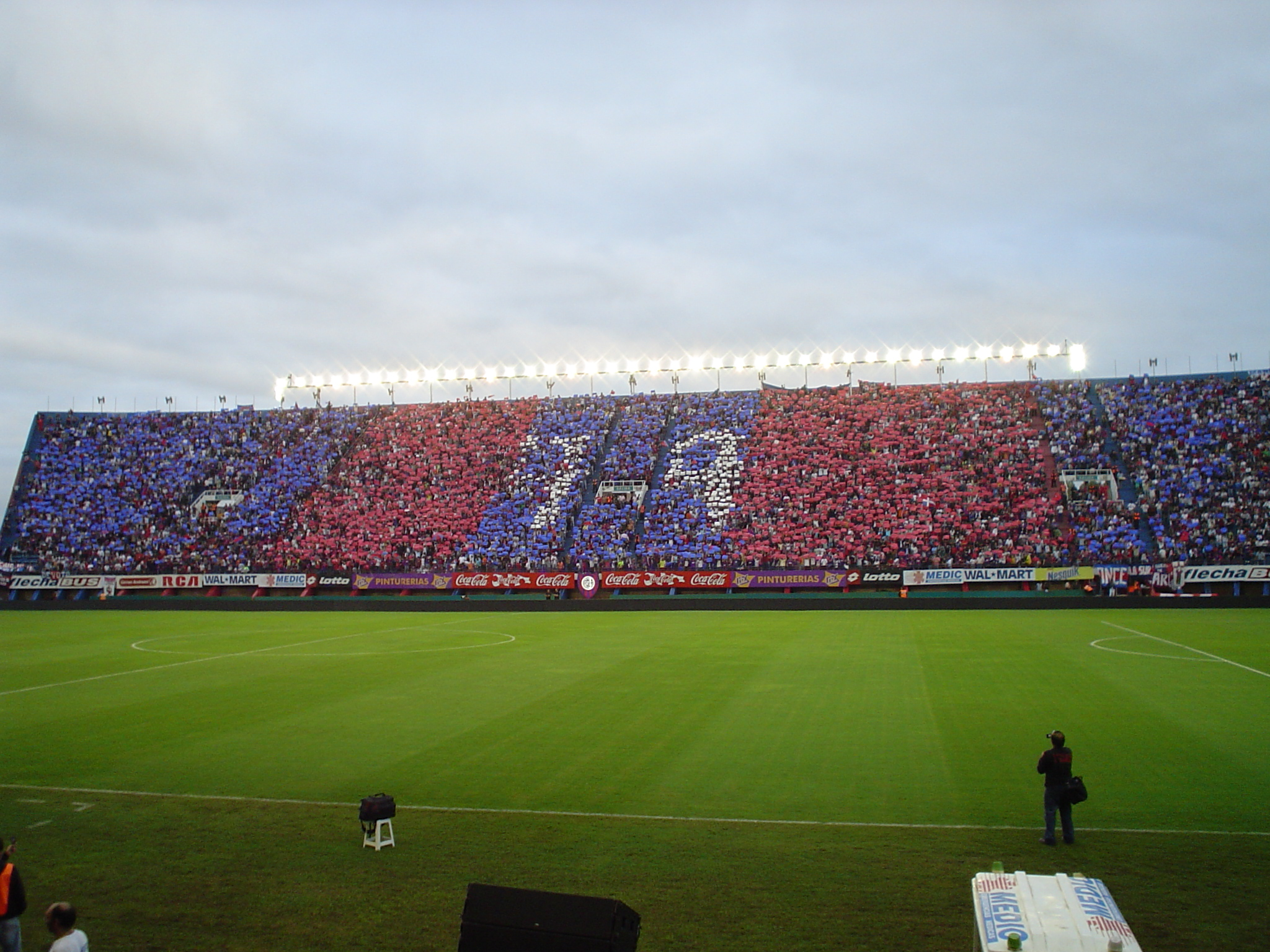
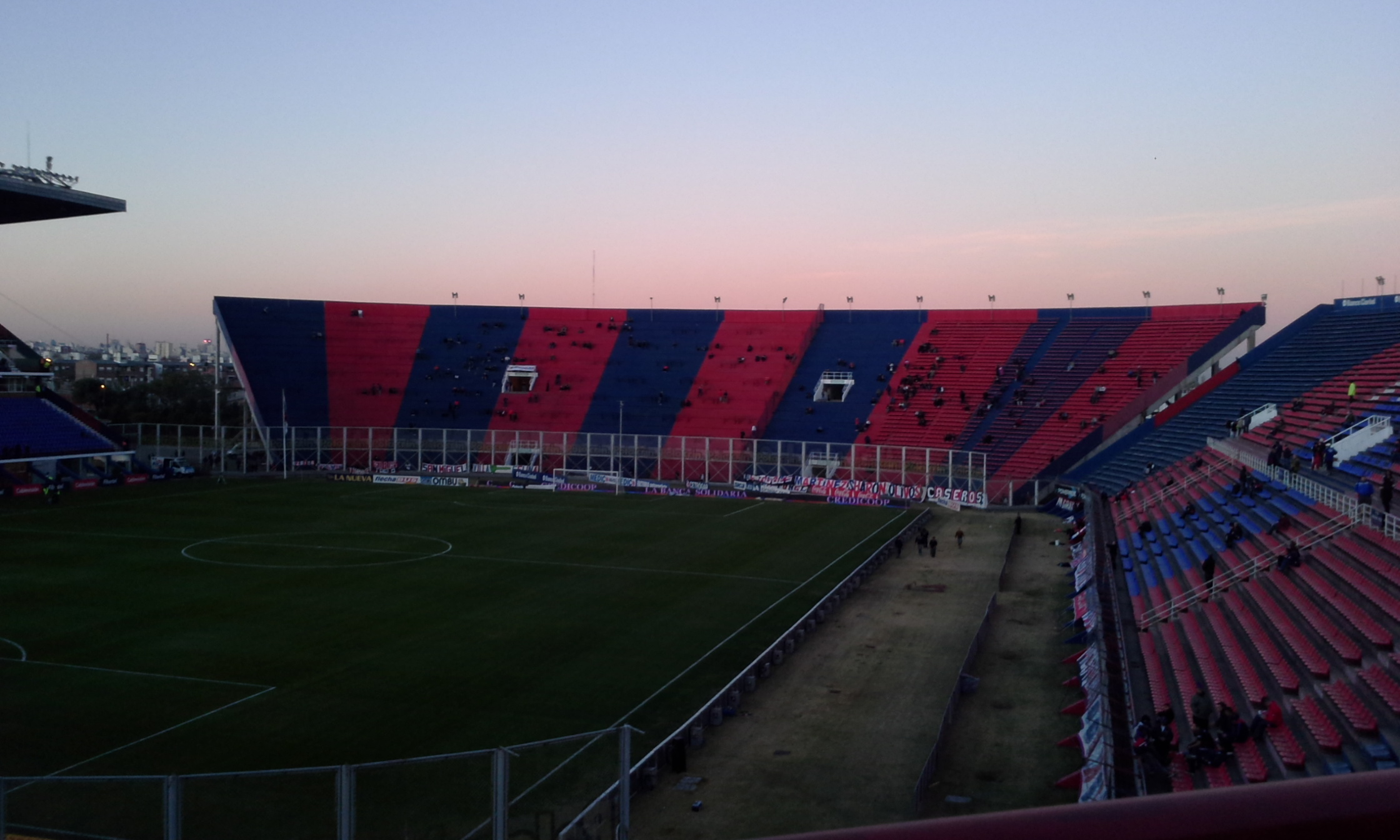
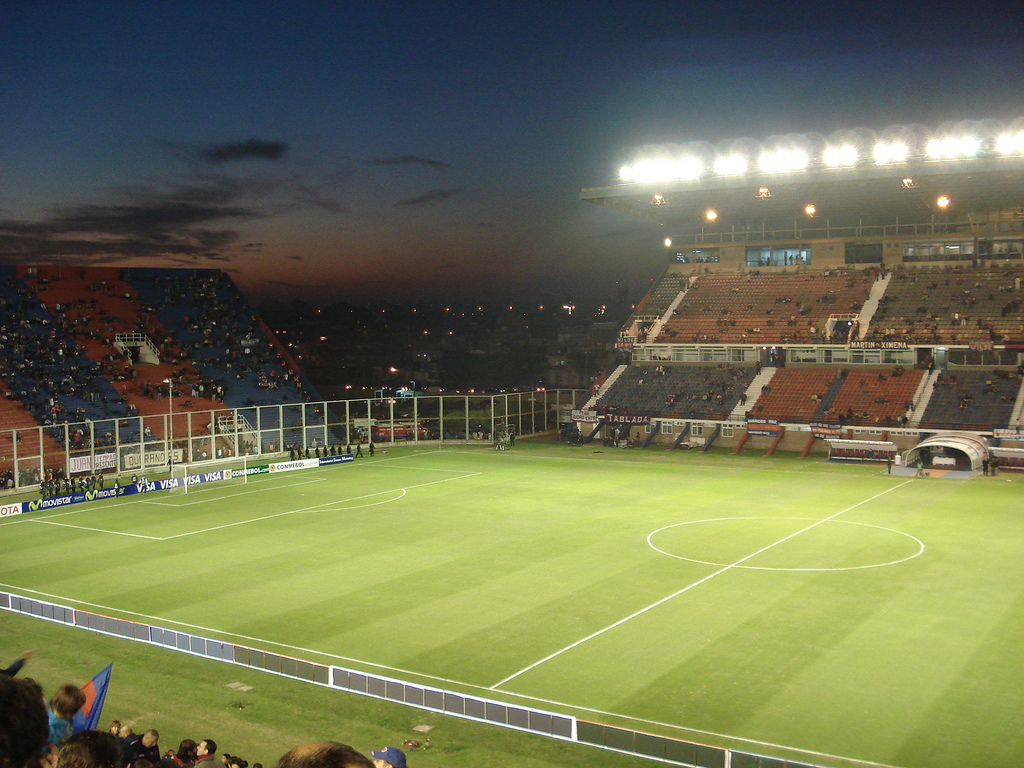
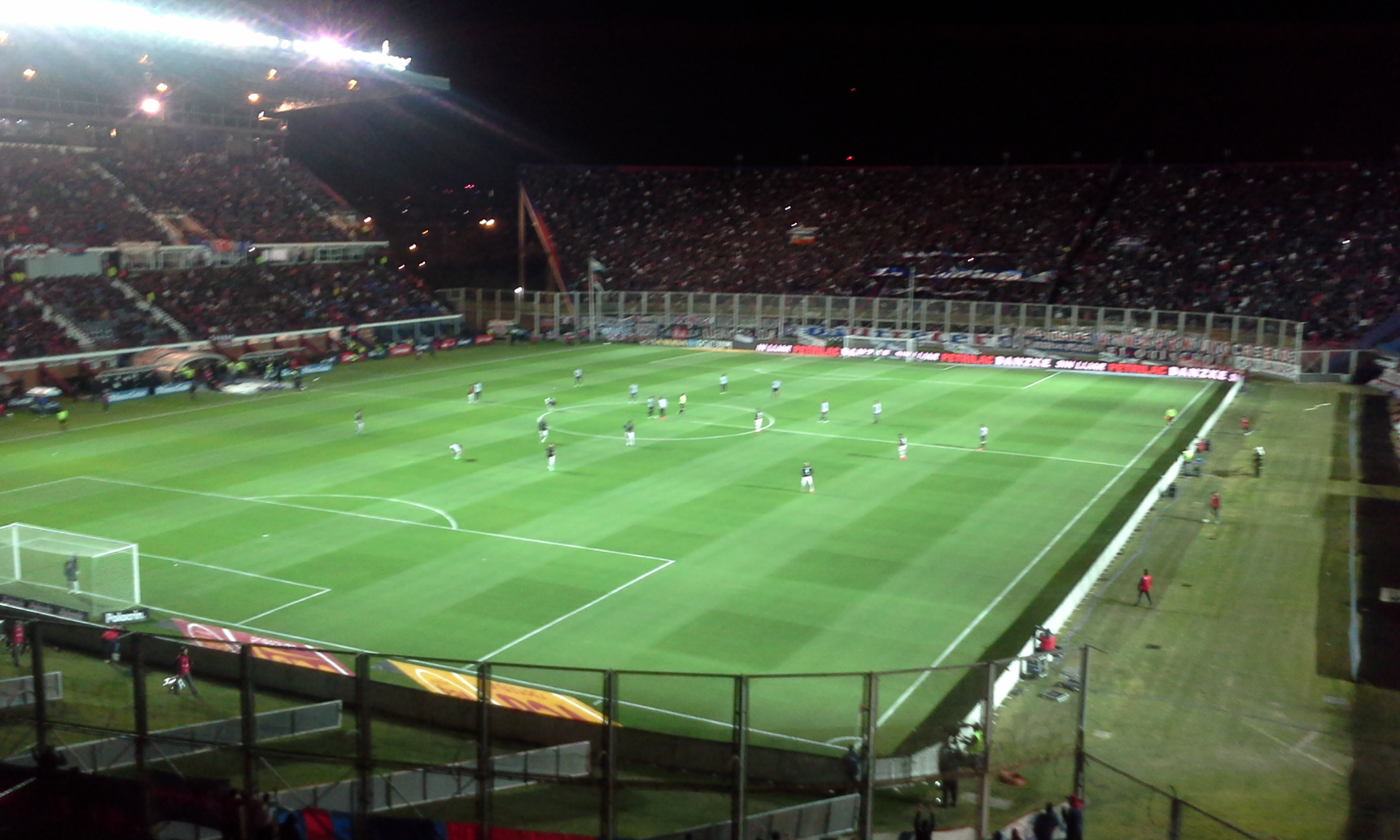